# مساحة تحت المنحنى
في مجال الحرائك الدوائية، فإن المساحة الواقعة تحت المنحنى (بالإنجليزية: area under the curve)‏ (AUC) هي التكامل المطلق لتركيز الدواء في بلازما الدم كدالة للوقت (يمكن القيام بذلك باستخدام استشراب السائل مع مطيافية الكتلة). من الناحية العملية، يتم قياس تركيز الدواء في نقاط منفصلة معينة في الوقت المناسب ويتم استخدام قاعدة شبه المنحرف لتقدير المساحة تحت المنحنى.